# Antônio Carlos Santos
Antonio Carlos Santos (Rio de Janeiro, 8 giugno 1964) è un ex calciatore brasiliano, di ruolo centrocampista.

## Carriera
Venne acquistato dall'América per $150.000.